# Liste des amphoe
Ceci est la liste des districts (amphoe) de Thaïlande, triés par province.

## Amnat Charoen
Mueang Amnat Charoen - Chanuman - Pathum Ratchawongsa - Phana - Senangkhanikhom - Hua Taphan - Lue Amnat

## Ang Thong
Mueang Ang Thong - Chaiyo - Pa Mok - Pho Thong - Sawaeng Ha - Wiset Chai Chan - Samko

## Bangkok
Phra Nakhon - Dusit - Nong Chok - Bang Rak - Bang Khen - Bang Kapi - Pathum Wan - Pom Prap Sattru Phai - Phra Khanong - Min Buri - Lat Krabang - Yan Nawa - Samphanthawong - Phaya Thai - Thonburi - Bangkok Yai - Huai Khwang - Khlong San - Taling Chan - Bangkok Noi - Bang Khun Thian - Phasi Charoen - Nong Khaem - Rat Burana - Bang Phlat - Din Daeng - Bueng Kum - Sathon - Bang Sue - Chatuchak - Bang Kho Laem - Prawet - Khlong Toei - Suan Luang - Chom Thong - Don Mueang - Ratchathewi - Lat Phrao - Watthana - Bang Khae - Lak Si - Sai Mai - Khan Na Yao - Saphan Sung - Wang Thonglang - Khlong Sam Wa - Bang Na - Thawi Watthana - Thung Khru - Bang Bon

## Bueng Kan
Mueang Bueng Kan - Phon Charoen - So Phisai - Seka - Pak Khat - Bueng Khong Long - Si Wilai - Bung Khla

## Buriram
Mueang Buriram - Khu Mueang - Krasang - Nang Rong - Nong Ki - Lahan Sai - Prakhon Chai - Ban Kruat - Phutthaisong - Lam Plai Mat - Satuek - Pakham - Na Pho - Nong Hong - Phlapphla Chai - Huai Rat - Non Suwan - Chamni - Ban Mai Chaiyaphot - Non Din Daeng - Ban Dan - Khaen Dong - Chaloem Phra Kiat

## Chachoengsao
Mueang Chachoengsao - Bang Khla - Bang Nam Priao - Bang Pakong - Ban Pho - Phanom Sarakham - Ratchasan - Sanam Chai Khet - Plaeng Yao - Tha Takiap - Khlong Khuean

## Chainat
Mueang Chai Nat - Manorom - Wat Sing - Sapphaya - Sankhaburi - Hankha - Nong Mamong - Noen Kham

## Chaiyaphum
Mueang Chaiyaphum - Ban Khwao - Khon Sawan - Kaset Sombun - Nong Bua Daeng - Chatturat - Bamnet Narong - Nong Bua Rawe - Thep Sathit - Phu Khiao - Ban Thaen - Kaeng Khro - Khon San - Phakdi Chumphon - Noen Sa-nga - Sap Yai

## Chanthaburi
Mueang Chanthaburi - Khlung - Tha Mai - Pong Nam Ron - Makham - Laem Sing - Soi Dao - Kaeng Hang Maeo - Na Yai Am - Khao Khitchakut

## Chiang Mai
Mueang Chiang Mai - Chom Thong - Mae Chaem - Chiang Dao - Doi Saket - Mae Taeng - Mae Rim - Samoeng - Fang - Mae Ai - Phrao - San Pa Tong - San Kamphaeng - San Sai - Hang Dong - Hot - Doi Tao - Omkoi - Saraphi - Wiang Haeng - Chai Prakan - Mae Wang - Mae On - Doi Lo - Galyani Vadhana

## Chiang Rai
Mueang Chiang Rai - Wiang Chai - Chiang Khong - Thoeng - Phan - Pa Daet - Mae Chan - Chiang Saen - Mae Sai - Mae Suai - Wiang Pa Pao - Phaya Mengrai - Wiang Kaen - Khun Tan - Mae Fa Luang - Mae Lao - Wiang Chiang Rung - Doi Luang

## Chonburi
Mueang Chon Buri - Ban Bueng - Nong Yai - Bang Lamung - Phan Thong - Phanat Nikhom - Si Racha - Ko Sichang - Sattahip - Bo Thong - Ko Chan

## Chumphon
Mueang Chumphon - Tha Sae - Pathio - Lang Suan - Lamae - Phato - Sawi - Thung Tako

## Kalasin
Mueang Kalasin - Na Mon - Kamalasai - Rong Kham - Kuchinarai - Khao Wong - Yang Talat - Huai Mek - Sahatsakhan - Kham Muang - Tha Khantho - Nong Kung Si - Somdet - Huai Phueng - Sam Chai - Na Khu - Don Chan - Khong Chai

## Kamphaeng Phet
Mueang Kamphaeng Phet - Sai Ngam - Khlong Lan - Khanu Woralaksaburi - Khlong Khlung - Phran Kratai - Lan Krabue - Sai Thong Watthana - Pang Sila Thong - Bueng Samakkhi - Kosamphi Nakhon

## Kanchanaburi
Mueang Kanchanaburi - Sai Yok - Bo Phloi - Si Sawat - Tha Maka - Tha Muang - Thong Pha Phum - Sangkhla Buri - Phanom Thuan - Lao Khwan - Dan Makham Tia - Nong Prue - Huai Krachao

## Khon Kaen
Mueang Khon Kaen - Ban Fang - Phra Yuen - Nong Ruea - Chum Phae - Si Chomphu - Nam Phong - Ubolratana - Kranuan - Ban Phai - Pueai Noi - Phon - Waeng Yai - Waeng Noi - Nong Song Hong - Phu Wiang - Mancha Khiri - Chonnabot - Khao Suan Kwang - Phu Pha Man - Sam Sung - Khok Pho Chai - Nong Na Kham - Ban Haet - Non Sila - Wiang Kao

## Krabi
Mueang Krabi - Khao Phanom - Ko Lanta - Khlong Thom - Ao Luek - Plai Phraya - Lam Thap - Nuea Khlong

## Lampang
Thoen - Mae Phrik - Mae Tha - Sop Prap - Hang Chat - Mueang Pan

## Lamphun
Mueang Lamphun - Mae Tha - Ban Hong - Li - Thung Hua Chang - Pa Sang - Ban Thi - Wiang Nong Long

## Loei
Mueang Loei - Na Duang - Chiang Khan - Pak Chom - Dan Sai - Na Haeo - Phu Ruea - Tha Li - Wang Saphung - Phu Kradueng - Phu Luang - Pha Khao - Erawan - Nong Hin

## Lopburi
Mueang Lop Buri - Phatthana Nikhom - Khok Samrong - Chai Badan - Tha Wung - Ban Mi - Tha Luang - Sa Bot - Khok Charoen - Lam Sonthi - Nong Muang

## Mae Hong Son
Mueang Mae Hong Son - Khun Yuam - Pai - Mae Sariang - Mae La Noi - Sop Moei - Pang Mapha

## Maha Sarakham
Mueang Maha Sarakham - Kae Dam - Kosum Phisai - Kantharawichai - Chiang Yuen - Borabue - Na Chueak - Phayakkhaphum Phisai - Wapi Pathum - Na Dun - Yang Sisurat - Kut Rang - Chuen Chom

## Mukdahan
Mueang Mukdahan - Nikhom Kham Soi - Don Tan - Dong Luang - Khamcha-i - Wan Yai - Nong Sung

## Nan
Mueang Nan - Mae Charim - Ban Luang - Na Noi - Pua - Tha Wang Pha - Wiang Sa - Thung Chang - Chiang Klang - Na Muen - Santi Suk - Bo Kluea - Song Khwae - Phu Phiang - Chaloem Phra Kiat

## Nakhon Nayok
Mueang Nakhon Nayok - Pak Phli - Ban Na - Ongkharak

## Nakhon Phanom
Mueang Nakhon Phanom - Pla Pak - Tha Uthen - Ban Phaeng - That Phanom - Renu Nakhon - Na Kae - Si Songkhram - Na Wa - Phon Sawan - Na Thom - Wang Yang

## Nakhon Pathom
Mueang Nakhon Pathom - Kamphaeng Saen - Nakhon Chai Si - Don Tum - Bang Len - Sam Phran - Phutthamonthon

## Nakhon Ratchasima
Mueang Nakhon Ratchasima - Khon Buri - Soeng Sang - Khong - Ban Lueam - Chakkarat - Chok Chai - Dan Khun Thot - Non Thai - Non Sung - Kham Sakaesaeng - Bua Yai - Prathai - Pak Thong Chai - Phimai - Huai Thalaeng - Chum Phuang - Sung Noen - Kham Thale So - Sikhio - Pak Chong - Nong Bun Mak - Kaeng Sanam Nang - Non Daeng - Wang Nam Khiao - Thepharak - Mueang Yang - Phra Thong Kham - Lam Thamenchai - Bua Lai - Sida - Chaloem Phra Kiat

## Nakhon Sawan
Mueang Nakhon Sawan - Krok Phra - Chum Saeng - Nong Bua - Banphot Phisai - Kao Liao - Takhli - Tha Tako - Phaisali - Phayuha Khiri - Lat Yao - Tak Fa - Mae Wong - Mae Poen - Chum Ta Bong

## Nakhon Si Thammarat
Mueang Nakhon Si Thammarat - Phrom Khiri - Lan Saka - Chawang - Phipun - Chian Yai - Cha-uat - Tha Sala - Thung Song - Na Bon - Thung Yai - Pak Phanang - Ron Phibun - Sichon - Khanom - Hua Sai - Bang Khan - Tham Phannara - Chulabhorn - Phra Phrom - Nopphitam - Chang Klang - Chaloem Phra Kiat

## Narathiwat
Mueang Narathiwat - Tak Bai - Bacho - Yi-ngo - Ra-ngae - Rueso - Si Sakhon - Waeng - Sukhirin - Su-ngai Kolok - Su-ngai Padi - Chanae - Cho-airong

## Nong Bua Lam Phu
Mueang Nong Bua Lam Phu - Na Klang - Non Sang - Si Bun Rueang - Suwannakhuha - Na Wang

## Nong Khai
- Mueang Nong Khai
- Tha Bo
- Bueng Kan
- Phon Charoen
- Phon Phisai
- So Phisai
- Si Chiang Mai
- Sangkhom
- Seka
- Pak Khat
- Bueng Khong Long
- Si Wilai
- Bung Khla
- Sakhrai
- Fao Rai
- Rattanawapi
- Pho Tak

## Nonthaburi
Mueang Nonthaburi - Bang Kruai - Bang Yai - Bang Bua Thong - Sai Noi - Pak Kret

## Pathum Thani
Mueang Pathum Thani - Khlong Luang - Thanyaburi - Nong Suea - Lat Lum Kaeo - Lam Luk Ka - Sam Khok

## Pattani
Mueang Pattani - Khok Pho - Nong Chik - Panare - Mayo - Thung Yang Daeng - Sai Buri - Mai Kaen - Yaring - Yarang - Mae Lan - Kapho

## Phang Nga
Mueang Phangnga - Ko Yao - Kapong - Takua Thung - Takua Pa - Khura Buri - Thap Put - Thai Mueang

## Phattalung
Mueang Phatthalung - Kong Ra - Khao Chaison - Tamot - Khuan Khanun - Pak Phayun - Si Banphot - Pa Bon - Bang Kaeo - Pa Phayom - Srinagarindra

## Phayao
Mueang Phayao - Chun - Chiang Kham - Chiang Muan - Dok Khamtai - Pong - Mae Chai - Phu Sang - Phu Kamyao

## Phetchabun
Mueang Phetchabun - Chon Daen - Lom Sak - Lom Kao - Wichian Buri - Si Thep - Nong Phai - Bueng Sam Phan - Nam Nao - Wang Pong - Khao Kho

## Phetchaburi
Mueang Phetchaburi - Khao Yoi - Nong Ya Plong - Cha-am - Tha Yang - Ban Lat - Ban Laem - Kaeng Krachan

## Phichit
Mueang Phichit - Wang Sai Phun - Pho Prathap Chang - Taphan Hin - Bang Mun Nak - Pho Thale - Sam Ngam - Tap Khlo - Sak Lek - Bueng Na Rang - Dong Charoen - Wachirabarami

## Phitsanulok
Mueang Phitsanulok - Nakhon Thai - Chat Trakan - Bang Rakam - Bang Krathum - Phrom Phiram - Wat Bot - Wang Thong - Noen Maprang

## Phrae
Mueang Phrae - Rong Kwang - Long - Sung Men - Den Chai - Song - Wang Chin - Nong Muang Khai

## Phra Nakhon Si Ayutthaya
Phra Nakhon Si Ayutthaya - Tha Ruea - Nakhon Luang - Bang Sai - Bang Ban - Bang Pa-in - Bang Pahan - Phak Hai - Phachi - Lat Bua Luang - Wang Noi - Sena - Bang Sai - Uthai - Maha Rat - Ban Phraek

## Phuket
Mueang Phuket - Kathu - Thalang

## Prachuap Khiri Khan
Mueang Prachuap Khiri Khan - Kui Buri - Thap Sakae - Bang Saphan - Bang Saphan Noi - Pran Buri - Hua Hin - Sam Roi Yot

## Prachinburi
Mueang Prachin Buri - Kabin Buri - Na Di - Ban Sang - Prachantakham - Si Maha Phot - Si Mahosot

## Ranong
Mueang Ranong - La-un - Kapoe - Kra Buri - Suk Samran

## Ratchaburi
Mueang Ratchaburi - Chom Bueng - Suan Phueng - Damnoen Saduak - Ban Pong - Bang Phae - Photharam - Pak Tho - Wat Phleng - Ban Kha

## Rayong
Mueang Rayong - Ban Chang - Klaeng - Wang Chan - Ban Khai - Pluak Daeng - Khao Chamao - Nikhom Phatthana

## Roi Et
Mueang Roi Et - Kaset Wisai - Pathum Rat - Chaturaphak Phiman - Thawat Buri - Phanom Phrai - Phon Thong - Pho Chai - Nong Phok - Selaphum - Suwannaphum - Mueang Suang - Phon Sai - At Samat - Moei Wadi - Si Somdet - Changhan - Chiang Khwan - Nong Hi - Thung Khao Luang

## Sa Kaeo
Mueang Sa Kaeo - Khlong Hat - Ta Phraya - Wang Nam Yen - Watthana Nakhon - Aranyaprathet - Khao Chakan - Khok Sung - Wang Sombun

## Sakon Nakhon
Mueang Sakon Nakhon - Kusuman - Kut Bak - Phanna Nikhom - Phang Khon - Waritchaphum - Nikhom Nam Un - Wanon Niwat - Kham Ta Kla - Ban Muang - Akat Amnuai - Sawang Daen Din - Song Dao - Tao Ngoi - Khok Si Suphan - Charoen Sin - Phon Na Kaeo - Phu Phan

## Samut Prakan
Mueang Samut Prakan - Bang Bo - Bang Phli - Phra Pradaeng - Phra Samut Chedi - Bang Sao Thong

## Samut Sakhon
Mueang Samut Sakhon - Krathum Baen - Ban Phaeo

## Samut Songkhram
Mueang Samut Songkhram - Bang Khonthi - Amphawa

## Saraburi
Mueang Saraburi - Kaeng Khoi - Nong Khae - Wihan Daeng - Nong Saeng - Ban Mo - Don Phut - Nong Don - Phra Phutthabat - Sao Hai - Muak Lek - Wang Muang - Chaloem Phra Kiat

## Satun
Mueang Satun - Khuan Don - Khuan Kalong - Tha Phae - La-ngu - Thung Wa - Manang

## Singburi
Mueang Sing Buri - Bang Rachan - Khai Bang Rachan - Phrom Buri - Tha Chang - In Buri

## Si Saket
Mueang Si Sa Ket - Yang Chum Noi - Kanthararom - Kantharalak - Khukhan - Phrai Bueng - Prang Ku - Khun Han - Rasi Salai - Uthumphon Phisai - Bueng Bun - Huai Thap Than - Non Khun - Si Rattana - Nam Kliang - Wang Hin - Phu Sing - Mueang Chan - Benchalak - Phayu - Pho Si Suwan - Sila Lat

## Songkhla
Mueang Songkhla - Sathing Phra - Chana - Na Thawi - Thepha - Saba Yoi - Ranot - Krasae Sin - Rattaphum - Sadao - Hat Yai - Na Mom - Khuan Niang - Bang Klam - Singhanakhon - Khlong Hoi Khong

## Sukhothai
Mueang Sukhothai - Ban Dan Lan Hoi - Khiri Mat - Kong Krailat - Si Satchanalai - Si Samrong - Sawankhalok - Si Nakhon - Thung Saliam

## Suphanburi
Mueang Suphanburi - Doem Bang Nang Buat - Dan Chang - Bang Pla Ma - Si Prachan - Don Chedi - Song Phi Nong - Sam Chuk - U Thong - Nong Ya Sai

## Surat Thani
Mueang Surat Thani - Kanchanadit - Don Sak - Ko Samui - Ko Pha-ngan - Chaiya - Tha Chana - Khiri Rat Nikhom - Ban Ta Khun - Phanom - Tha Chang - Ban Na San - Ban Na Doem - Khian Sa - Wiang Sa - Phrasaeng - Phunphin - Chai Buri - Vibhavadi

## Surin
Mueang Surin - Chumphon Buri - Tha Tum - Chom Phra - Prasat - Kap Choeng - Rattanaburi - Sanom - Sikhoraphum - Sangkha - Lamduan - Samrong Thap - Buachet - Phanom Dong Rak - Si Narong - Khwao Sinarin - Non Narai

## Tak
Mueang Tak - Ban Tak - Sam Ngao - Mae Ramat - Tha Song Yang - Mae Sot - Phop Phra - Umphang - Wang Chao

## Trang
Mueang Trang - Kantang - Yan Ta Khao - Palian - Sikao - Huai Yot - Wang Wiset - Na Yong - Ratsada - Hat Samran

## Trat
Mueang Trat - Khlong Yai - Khao Saming - Bo Rai - Laem Ngop - Ko Kut - Ko Chang

## Ubon Ratchathani
Mueang Ubon Ratchathani - Si Mueang Mai - Khong Chiam - Khueang Nai - Khemarat - Det Udom - Na Chaluai - Nam Yuen - Buntharik - Trakan Phuet Phon - Kut Khaopun - Muang Sam Sip - Warin Chamrap - Phibun Mangsahan - Tan Sum - Pho Sai - Samrong - Don Mot Daeng - Sirindhorn - Thung Si Udom - Na Yia - Na Tan - Lao Suea Kok - Sawang Wirawong - Nam Khun

## Udon Thani
Mueang Udon Thani - Kut Chap - Nong Wua So - Kumphawapi - Non Sa-at - Nong Han - Thung Fon - Chai Wan - Si That - Wang Sam Mo - Ban Dung - Ban Phue - Nam Som - Phen - Sang Khom - Nong Saeng - Na Yung - Phibun Rak - Ku Kaeo - Prachaksinlapakhom

## Uthai Thani
Mueang Uthai Thani - Thap Than - Sawang Arom - Nong Chang - Nong Khayang - Ban Rai - Lan Sak - Huai Khot

## Uttaradit
Mueang Uttaradit - Tron - Tha Pla - Nam Pat - Fak Tha - Ban Khok - Phichai - Laplae - Thong Saen Khan

## Yala
Mueang Yala - Betong - Bannang Sata - Than To - Yaha - Raman - Kabang - Krong Pinang

## Yasothon
Mueang Yasothon - Sai Mun - Kut Chum - Kham Khuean Kaeo - Pa Tio - Maha Chana Chai - Kho Wang - Loeng Nok Tha - Thai Charoen

## Districts homonymes
7 noms sont portés par plusieurs districts :
Bang Sai - Chaloem Phra Kiat - Chom Thong - Mae Tha - Nong Saeng - Tha Chang - Wiang Sa